# Ackerbürgerscheune (Bleckede)

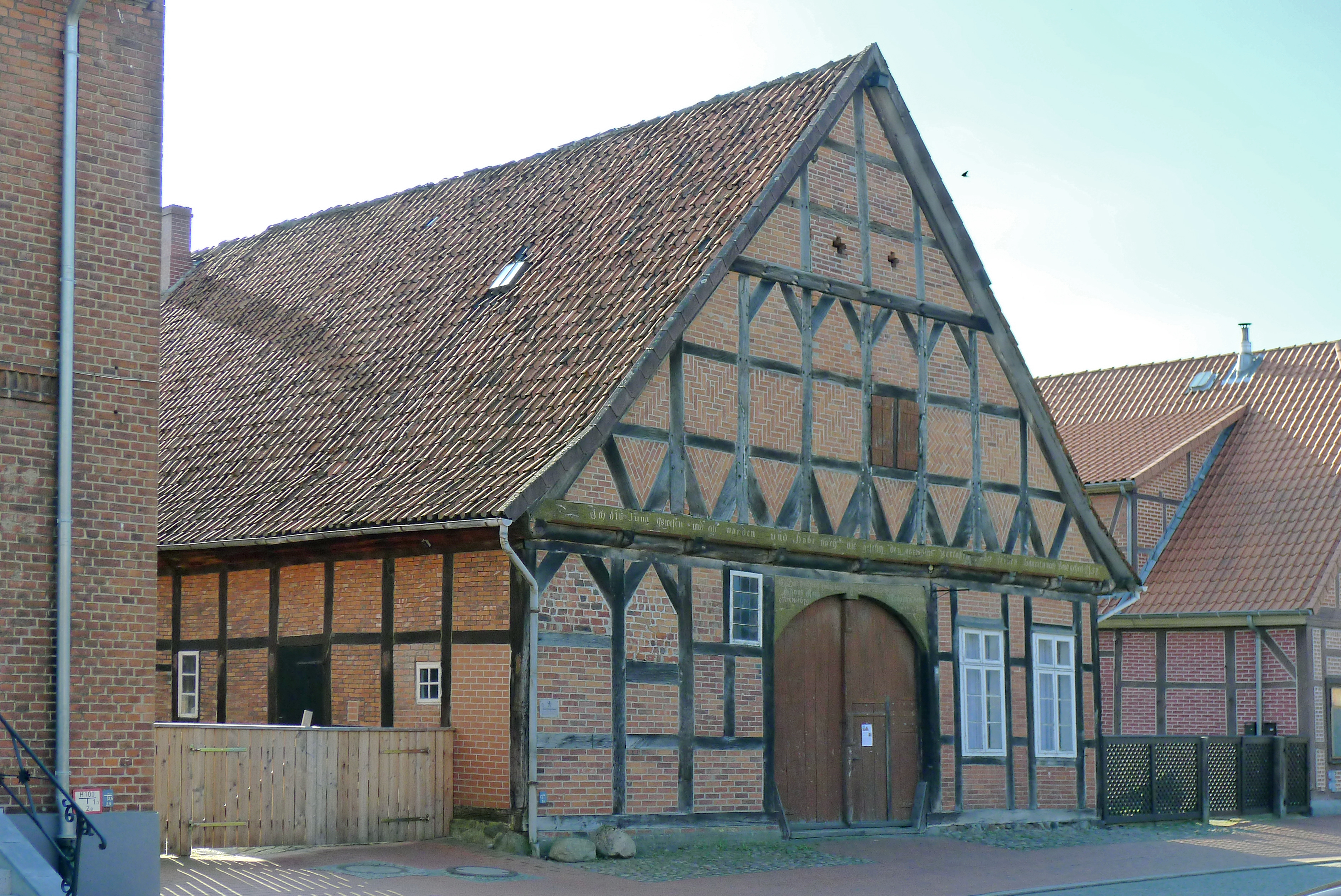
Ackerbürgerscheune

Die Ackerbürgerscheune ist ein Hallenhaus in der Schlossstraße 3 in Bleckede in Niedersachsen. Das mit Ziegeln gedeckte Fachwerkhaus steht unter Denkmalschutz.
Errichtet wurde es der Hausinschrift nach 1679 nach dem Stadtbrand von Bleckede im Jahr 1678 für „Hans Koch / Margarethe Bresen“. Das Vierständerhaus dient heute als Veranstaltungsort. Eigentlich sind es mehrere gleichartige Gebäude auf dem Hof, wozu eine frühere Schmiede in einem Hinterhaus gehört. Der Bautyp der Scheune deutet darauf hin, dass die früheren Bewohner Ackerbürger waren.
Die Ackerbürgerscheune in Bleckede steht auf der Liste der Baudenkmale in Bleckede.